# آیت داوود
آیت داوود (به فرانسوی: Ait Daoud) یک منطقهٔ مسکونی در مراکش است که در مراکش تانسیفت الحوز واقع شده‌است.

## خصوصیات
آیت داوود ۲٬۴۹۷ نفر جمعیت دارد.